# Luciférine

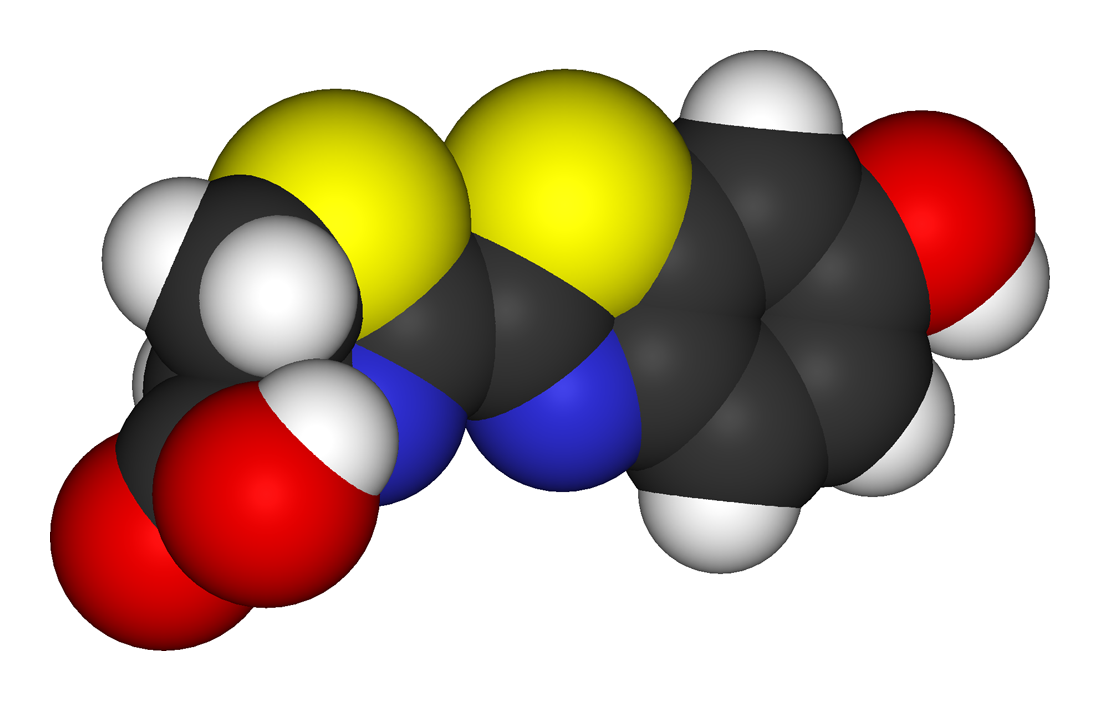
Représentation tridimensionnelle de la luciférine de luciole. Code couleur : jaune=soufre ; bleu=azote ; noir=carbone ; rouge=oxygène ; blanc=hydrogène.

Représentation topologique de la luciférine de luciole

Les luciférines (du latin lucifer « qui apporte la lumière ») sont des molécules dont l'oxydation, sous le contrôle d'une enzyme, la luciférase, aboutit à la formation d'oxyluciférine et à l'émission de photons. La luciférine a été découverte chez plus de 300 espèces capables de bioluminescence.

## Types de luciférine
Il existe cinq types de luciférine, chacun étant lié à une luciférase spécifique.

### Luciférine de luciole
L'espèce la plus étudiée est Photinus pyralis (le lampyre), dont la réaction de bioluminescence nécessite la présence d'ATP et de magnésium.
Cette molécule est largement utilisée dans plusieurs techniques courantes de dosage, localisation, etc.

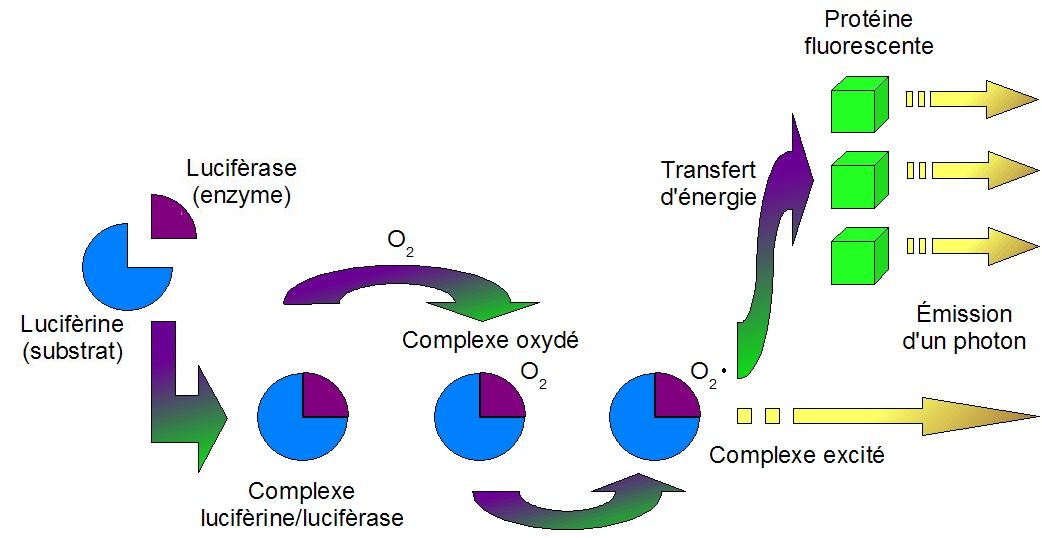
Mécanisme général des réactions de bioluminescence

### Luciférine bactérienne
La luciférine bactérienne est trouvée dans des bactéries et certains céphalopodes.
Elle est constituée d'une flavine mononucléotide réduite (FMNH2) et d'un aldéhyde aliphatique de 8 à 14 atomes de carbone qui sert de cofacteur. Au cours de la réaction catalysée par une luciférase, FMNH2 est oxydé en flavine mononucléotide (FMN) et l'aldéhyde aliphatique est oxydé en acide gras. Cette réaction nécessite la présence d'oxygène.

### Luciférine de dinophytes
La luciférine de dinophytes (ou dinoflagellés) est un dérivé de la chlorophylle. Un type de luciférine très proche est trouvé dans le krill, prédateur des dinophytes qui utilise sans doute la luciférine des dinophytes comme précurseur à la sienne.

### Luciférine de cyprinidés
Ce type de luciférine, également appelé Varguline, est trouvé chez certains ostracodes (Vargula hilgendorfii par exemple) et poissons des profondeurs (prédateurs de ces ostracodes). Il s'agit d'un imidazolopyrazine (coelentérazine).

### Coelentérazine
Cette luciférine est également issue du milieu aquatique. Elle est trouvée chez les radiolaires, cténophores, cnidaires, calmars, copépodes, chaetognathes, certains poissons et crevettes.